# Паневропски национализам
Назив паневропски национализам или европски национализам се користи да опише политички покрет и идеологију чији се представници залажу за уједињење Европе, односно стварање једне европске државе.

## Историја
Зачеци паневропског национализма могу се пронаћи у идејама Виктора Игоа о Сједињеним Државама Европе. Ове идеје достигле су свој врхунац у двадесетом вијеку. У септембру 1929, председник Француске, Аристид Бријан, одржао је говор у којем је рекао да Европа мора да крене ка федералном моделу.